# Beaverdam (Virginia Occidental)
Beaverdam es un área no incorporada ubicada dentro del Distrito Suroeste, una división civil menor del condado de Wirt, Virginia Occidental, Estados Unidos. Está catalogada como un asentamiento humano por la Junta de Nombres Geográficos de los Estados Unidos.
El número de identificación (ID) asignado por el Servicio Geológico de Estados Unidos es 1553829.

## Geografía
Se encuentra a una altitud de 203 m s. n. m. (666 pies) según el conjunto de datos de elevación nacional.